# Kościół Wniebowzięcia Najświętszej Maryi Panny w Skierbieszowie

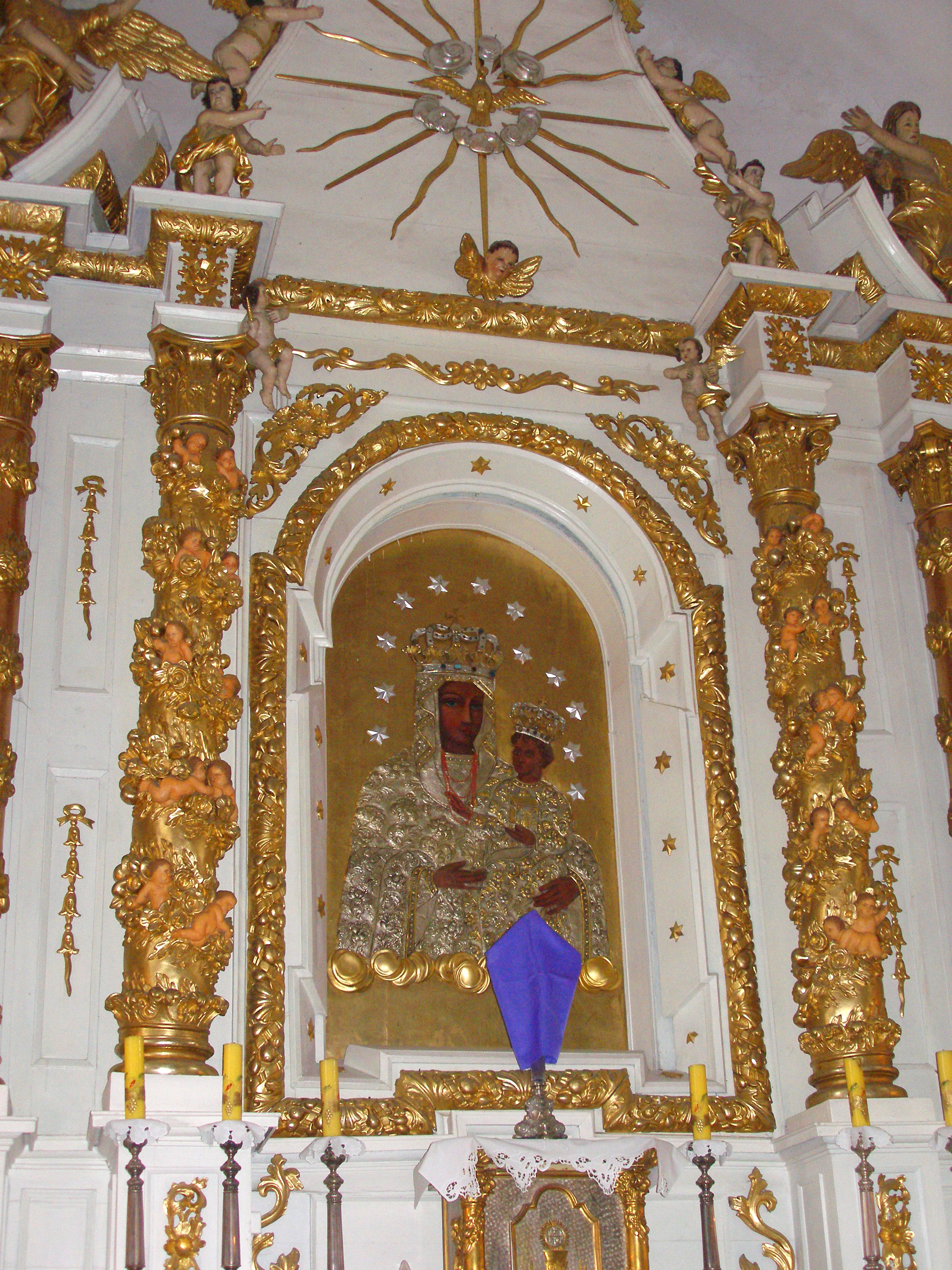
Barokowy ołtarz główny w kościele

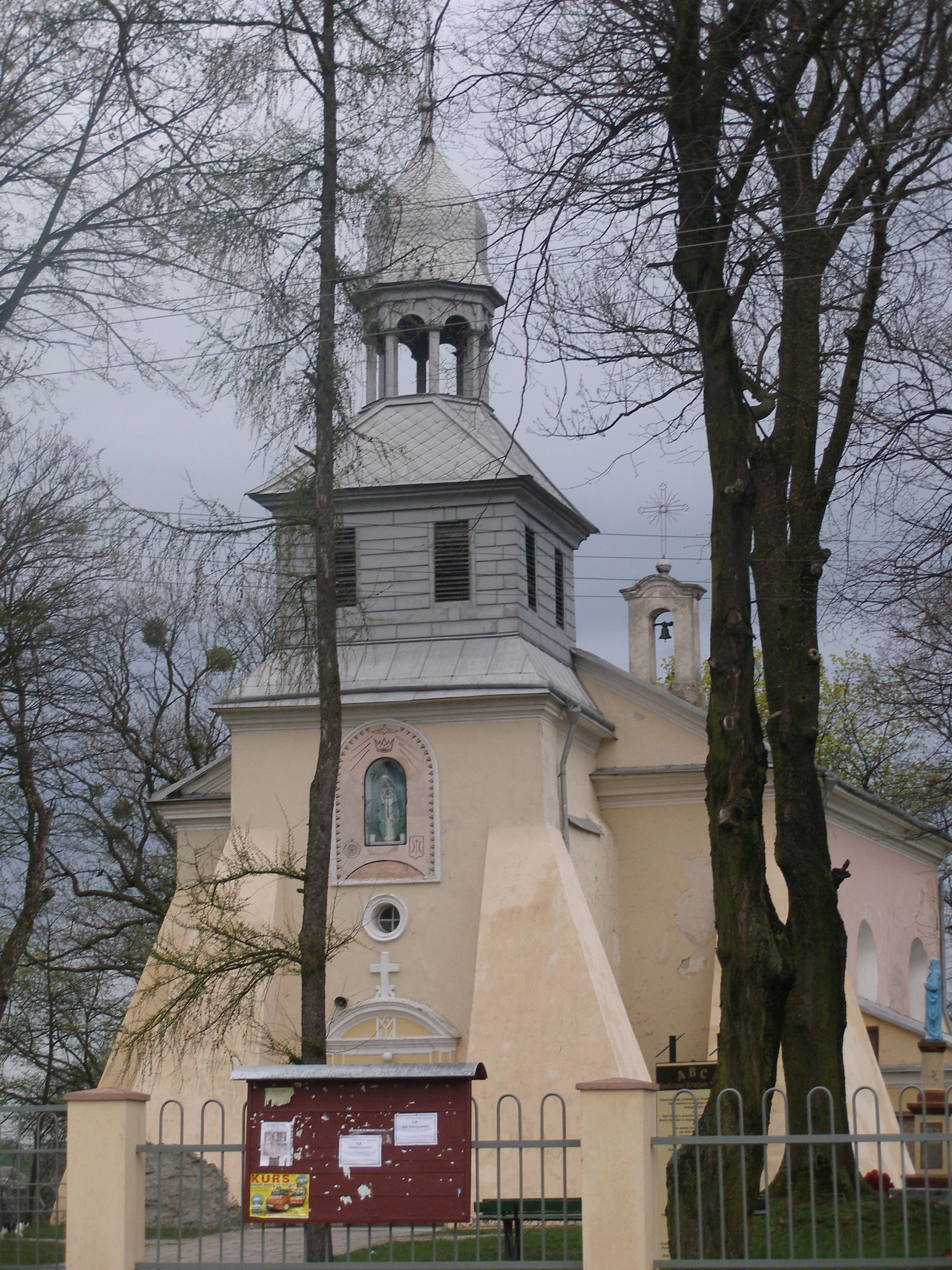
Widok na kościół z ul. Parkowej

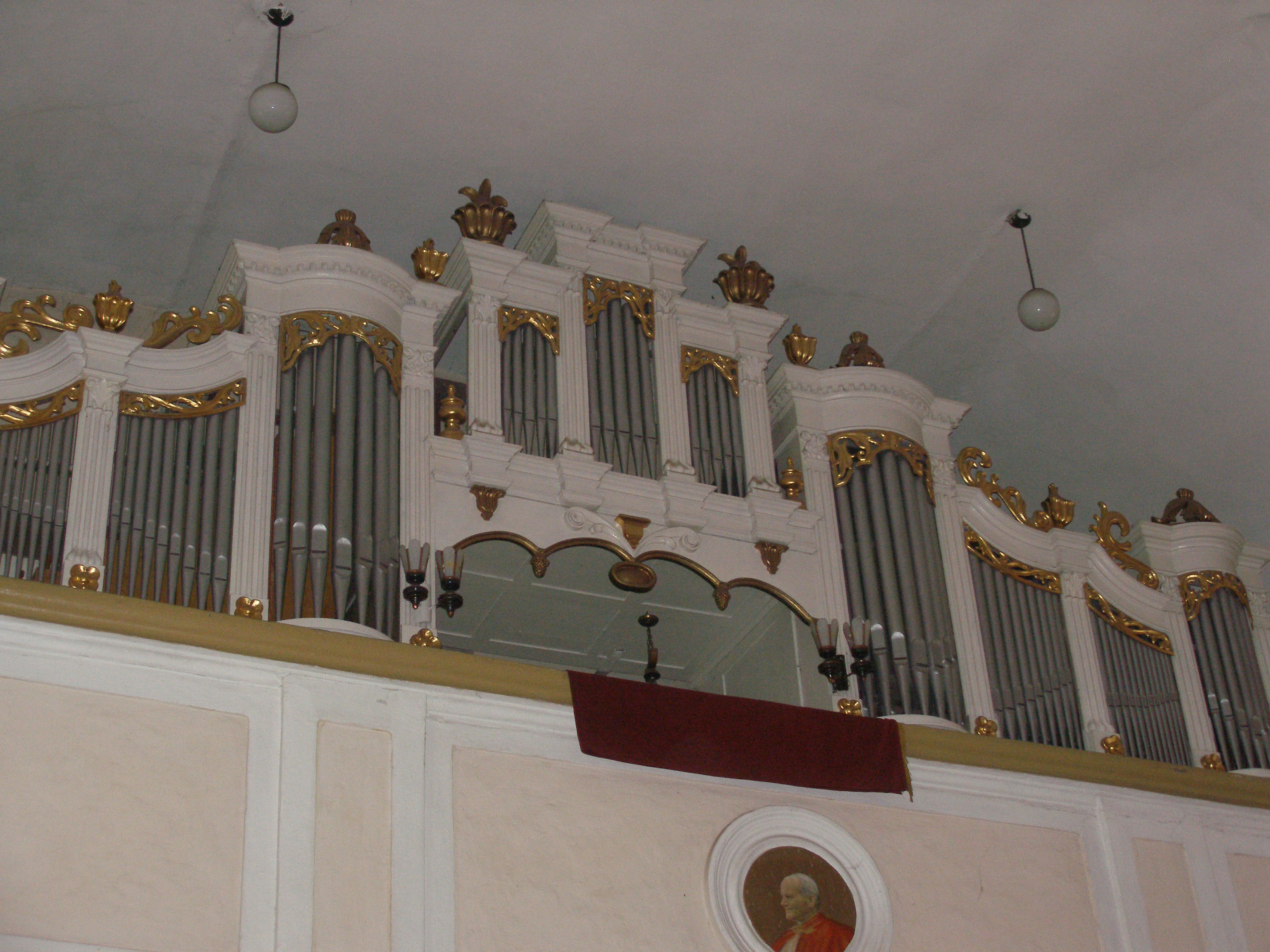
Organy 10-głosowe

Kościół pw. Wniebowzięcia Najświętszej Maryi Panny w Skierbieszowie – wybudowany został w II połowie XVII wieku. Jest to kościół jednonawowy, utrzymany w stylu renesansowym.

## Historia
Skierbieszowski kościół parafialny Wniebowzięcia NMP wybudowany został w XVII wieku. Konsekracji kościoła dokonał biskup chełmski Józef Eustachy Szembek w 1743 r. Kościół skierbieszowski, bogaty za czasów biskupich, został w 1828 r. doszczętnie okradziony z wszelkich pamiątek i kosztowności. W 1915 r. podczas I wojny światowej 2 pociski armatnie uderzyły w kościół. Kule te wmurowane są w północnej ścianie. Po wysiedleniu ludności Skierbieszowa w 1942 r. Niemcy urządzili w świątyni magazyn zbożowy.

## Architektura
Kościół był kilkukrotnie restaurowany.
W późnych czasach dobudowano przypory dla zabezpieczenia murów. Przy prezbiterium mieści się zakrystia, z przeciwnej strony znajduje się wieża z kruchtą w przyziemiu.

## Wyposażenie
Ołtarz główny wykonany jest w stylu barokowym. W ołtarzu znajduje się obraz Matki Bożej z Dzieciątkiem w posrebrzanym koronach i sukience. Pochodzenie obrazu nie jest znane. Dokumenty wspominają o licznych wotach przy obrazie świadczące o żywym dawniej kulcie i łaskach. 
Wnętrze jest wyposażone w 5 drewnianych ołtarzy. Po prawej stronie św. Walentego i św. Anny, zaś po lewej Przemienienia Pańskiego i Pana Jezusa Ukrzyżowanego. W nawie stoją drewniane ławy i konfesjonały.
Na chórze muzycznym znajdują się organy 10-głosowe, wykonane przez Antoniego Szydłowskiego z Wrocławia, prospekt organów i prospektowe piszczałki z 2 połowy XVIII wieku. Aparat brzmieniowy wykonany przez Stanisława Romańskiego z Lublina w r. 1860. 
Na pamiątkowej tablicy znajdują się nazwiska 250 mieszkańców Skierbieszowa, którzy zginęli w obozach zagłady. 

## Galeria

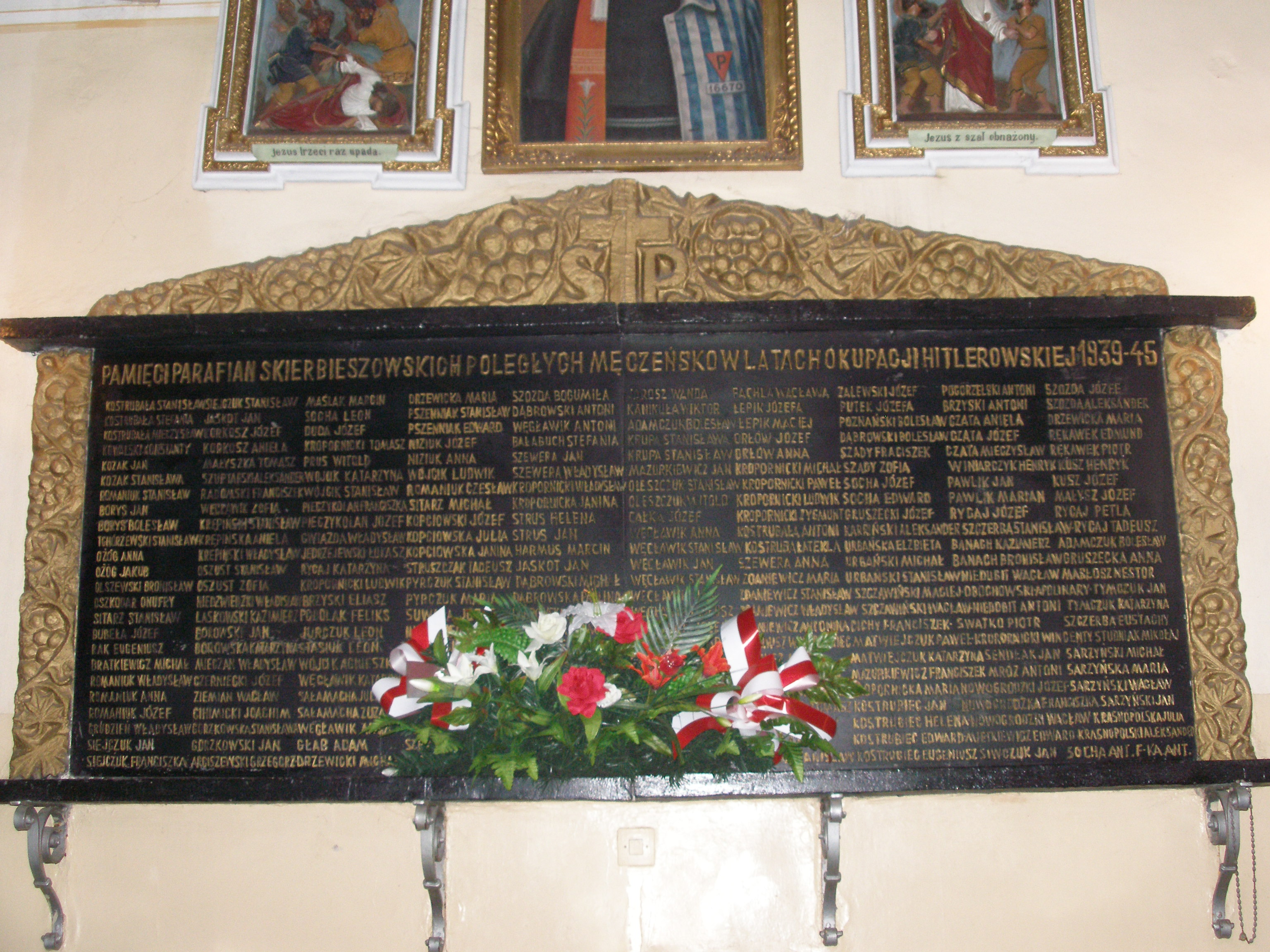
Tablica pamiątkowa poświęcona 250 mieszkańców, którzy zginęli w obozach
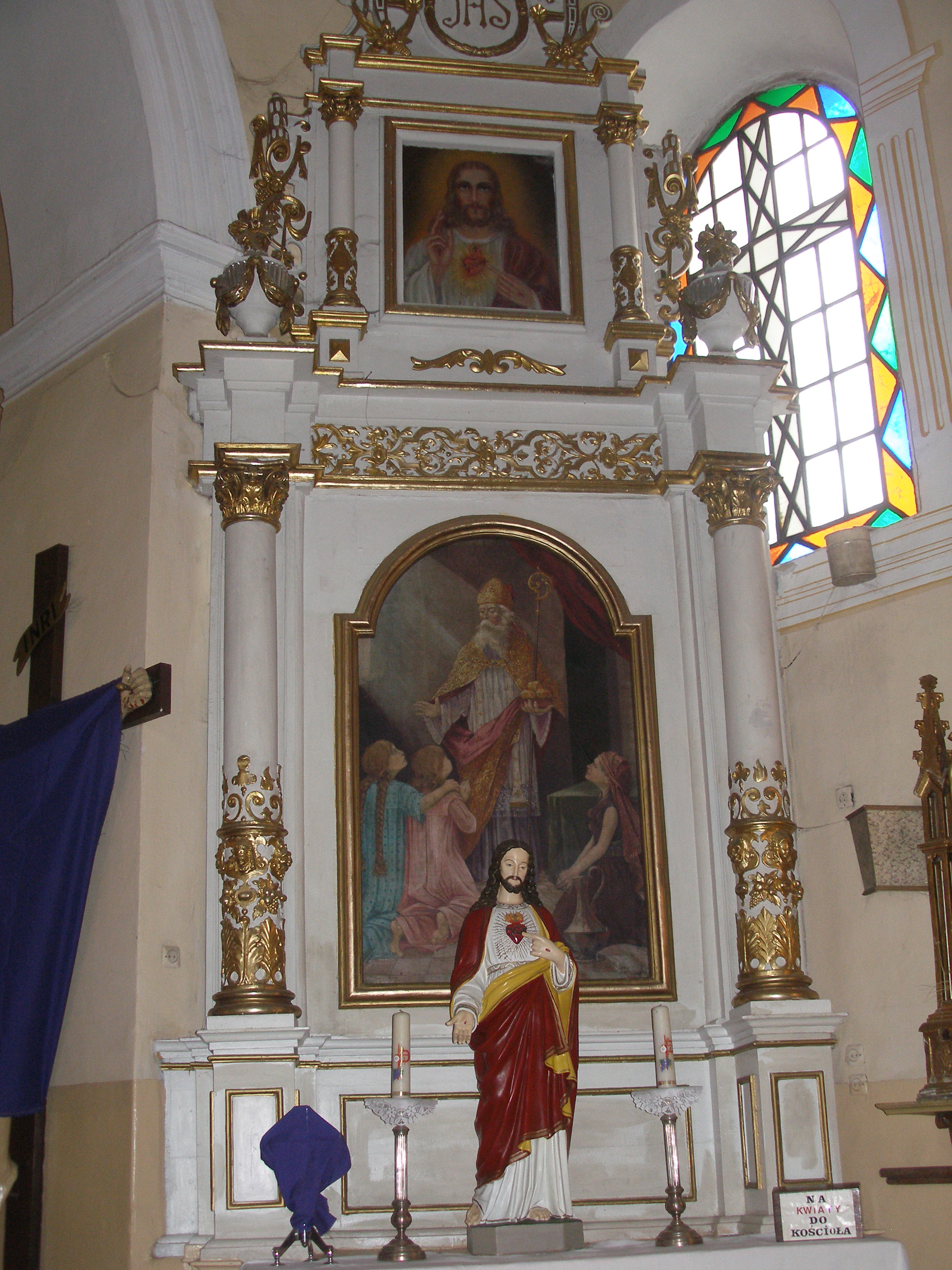
Boczny ołtarz św. Walentego
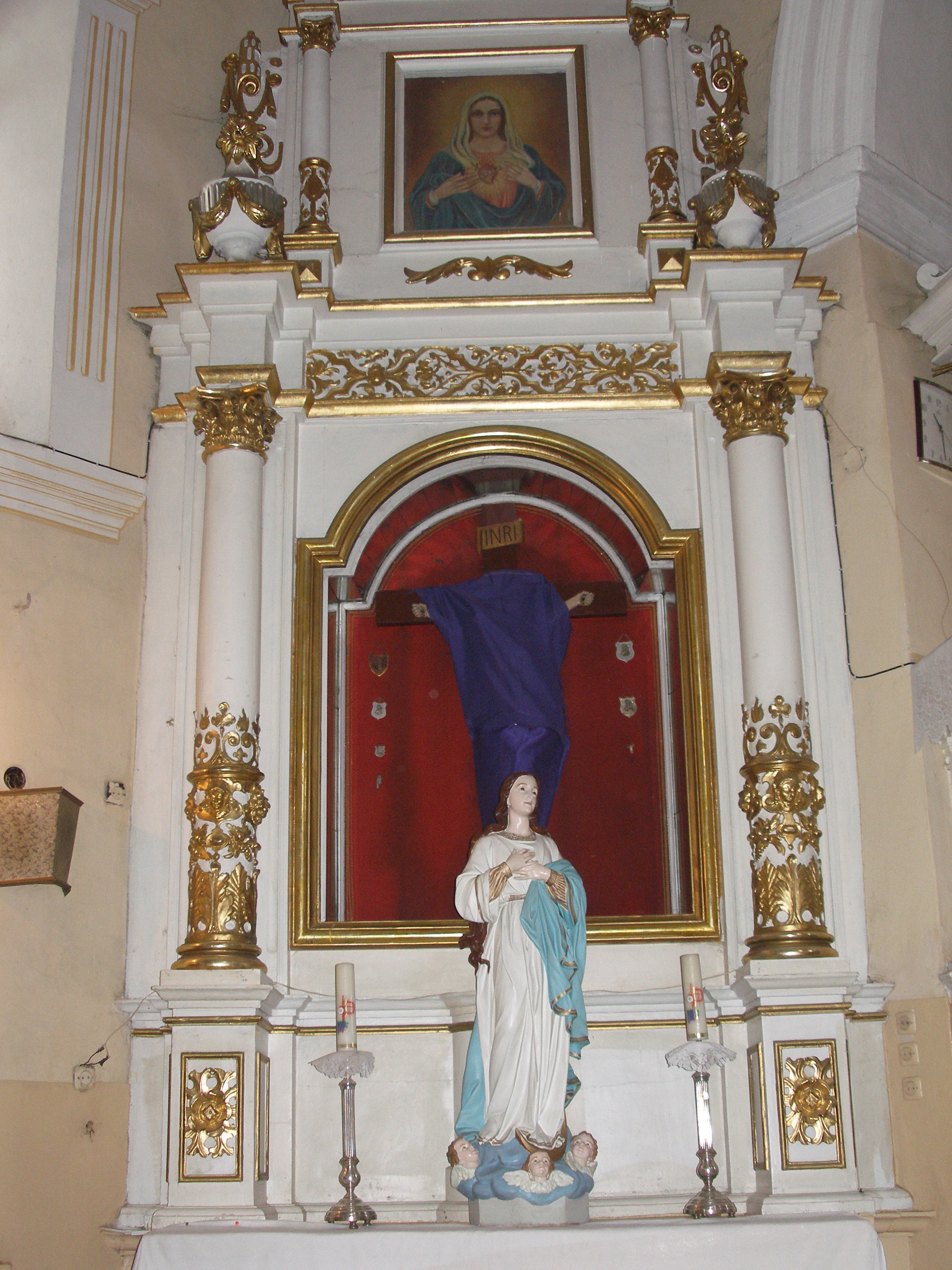
Boczny ołtarz św. Anny